# 中島章
中島 章（なかじま あきら、1923年7月14日 - 2017年）は、日本の眼科学者。

## 来歴
熊本県出身。父は熊本県立医学専門学校教授および同校附属病院眼科部長を務めた中島實で、父が1928年から1930年まで欧米に留学（その直前は金沢医科大学教授）した時期には母とともに再び熊本に戻って暮らしたという。
東京帝国大学で1945年に薬学博士号を、1953年に医学博士号をそれぞれ取得した。1945年から1949年まで、東京大学医学部附属病院の眼科に勤務した。1949年から1954年まで、秋田県の花岡鉱山病院の眼科科長を務める。順天堂大学で1954年から1960年まで助教授、1960年から1989年まで教授に就任し、1989年に定年となり名誉教授となった。
中島は眼科について、ベーチェット病、薄板状角膜移植の臨床調査、チベットの老人性白内障の疫学、マウスの網膜退化の実験といった多様な分野で研究をおこなった。中島はアジア太平洋眼科学会の会長を1972年 - 1976年に務めた。
また、角膜移植の普及のために眼球銀行協会の設立に助力した。
財団法人日中医学協会（1985年発足）では、1995年から2001年まで理事長を務めた。
2017年、死去。

## 受賞・受章歴
- 1986年 - ゴナン賞（英語版）[7]
- 1987年 - ホセリサール賞(José Rizal Medal)[7]
- 2000年 - 勲三等旭日中綬章[8]

## 主な論文
- Kenshi Satoh, Masayasu Bando, & Akira Nakajima. "Fluorescence in human lens." Experimental Eye Research 16.2 (1973): 167–172.
- Kanjiro Masuda, Akira Urayama, Mitsuko Kogure, Akira Nakajima, Kimihiro Nakae, & Goro Inaba. "Double-masked trial of cyclosporin versus colchicine and long-term open study of cyclosporin in Behçet's disease." The Lancet 333, no. 8647 (1989): 1093–1096.
- Tian-Sheng Hu, Q. U. Zhen, Robert D. Sperduto, Jia-Liang Zhao, Roy C. Milton, and Akira Nakajima. "Age-related cataract in the Tibet Eye Study." Archives of Ophthalmology 107, no. 5 (1989): 666–669. doi:10.1001/archopht.1989.01070010684027
- Akira Nakajima. "Epidemiology of visual impairment and blindness." Current Opinion in Ophthalmology 2, no. 6 (1991): 733–738.
- Yoshihiro Hotta, Keiko Fujiki, Mutsuko Hayakawa, Akira Nakajima, Atsushi Kanai, Yukihiko Mashima, Yoshiki Hiida, Kei Shinoda, Keiko Yamada, and Yoshihisa Oguchi. "Clinical features of Japanese Leber's hereditary optic neuropathy with 11778 mutation of mitochondrial DNA." Japanese Journal of Ophthalmology 39, no. 1 (1994): 96–108.